# Cantó de Sent Biat
El cantó de Sent Biat és un cantó francès del departament de l'Alta Garona, a la regió d'Occitània. Està inclòs al districte de Sent Gaudenç, està format per 22 municipis i el cap cantonal és Sent Biat.

## Municipis
- Argut
- Arlòs
- Baishòs
- Binòs
- Bots
- Burgalais
- Casau de Lairiça
- Cièrp e Gaud
- Estenòs
- Eup
- Fronsac
- Guran
- Hòs
- Leja
- Les
- Marinhac
- Mèles
- Sent Biat
- Shaum
- Sinhac
- Varenh
- Vedins e Garraus